# Gordonsville (Virginia)
Gordonsville is een plaats (town) in de Amerikaanse staat Virginia, en valt bestuurlijk gezien onder Louisa County en Orange County.

## Demografie
Bij de volkstelling in 2000 werd het aantal inwoners vastgesteld op 1498.
In 2006 is het aantal inwoners door het United States Census Bureau geschat op 1660, een stijging van 162 (10,8%).

## Geografie
Volgens het United States Census Bureau beslaat de plaats een oppervlakte van
2,4 km², geheel bestaande uit land. Gordonsville ligt op ongeveer 152 m boven zeeniveau.

## Plaatsen in de nabije omgeving
De onderstaande figuur toont nabijgelegen plaatsen in een straal van 28 km rond Gordonsville.